# Liste d'œuvres d'art victimes de la mobilisation des métaux non ferreux en Normandie
 (juillet 2021).
Pour un article plus général, voir Liste d'œuvres d'art victimes de la mobilisation des métaux non ferreux.
Cet article vise à recenser les œuvres d'art dans l'espace public en bronze qui ont été fondues sous le régime de Vichy dans le cadre de la mobilisation des métaux non ferreux, en Normandie.
Les œuvres sont classées par ordre alphabétique de départements et, au sein de ceux-ci, par ordre alphabétique de communes.

## Calvados
L'exposition « Bronzes en péril, la statuaire publique sous l'Occupation dans le Calvados » qui s'est déroulée du 1er mai au 15 novembre 2019, dans la salle de l'Échiquier du château de Caen, était consacrée à ce sujet.
| Œuvre                                    | Auteur                   | Commune                | Localisation                                                                          | Notes | Installation | Coordonnées                        | Illustration |
| ---------------------------------------- | ------------------------ | ---------------------- | ------------------------------------------------------------------------------------- | --- | ------------ | ---------------------------------- | --- |
| Buste de Charlemagne Jean-Delamare       | Pierre Hottin            | Bayeux                 | Dans le jardin public                                                                 | Un buste de remplacement en pierre est installé[Quand ?]. | 1880         | à géolocaliser                     | Buste de Charlemagne Jean-Delamare |
| Ornements de la fontaine de Poppa,       | À déterminer             | Bayeux                 | Sur la place du château, renommée place Charles de Gaulle par la suite                | Quatre tortues de remplacement très différentes sont installées[Quand ?]. Le médaillon n'a pas été remplacé. | 1888         | 49° 16′ 35″ nord, 0° 42′ 28″ ouest | Fontaine Poppa de Bayeux · Fontaine Poppa de Bayeux |
| Statue d'Alain Chartier,                 | Tony Noël                | Bayeux                 | Rue du Général de Dais                                                                | Représentait Alain Chartier. Une statue de remplacement, très différente, réalisée en pierre par Émile Morlaix, est installée en 1947. | 1898         | 49° 16′ 37″ nord, 0° 42′ 24″ ouest | Statue d'Alain Chartier · Statue d'Alain Chartier |
| Statue du colonel Jean-Charles Langlois, | Louis-Émile Décorchemont | Beaumont-en-Auge       | Sur la place du colonel Langlois                                                      | Représentait Jean-Charles Langlois. Le piédestal reste vide. | 1885         | 49° 16′ 42″ nord, 0° 06′ 39″ est   | Statue du colonel Jean-Charles Langlois |
| Plaques sur l'obélisque au duc de Berry  | Louis Petitot            | Caen                   | Sur la place monseigneur des Hameaux                                                  | | 1829         | 49° 10′ 56″ nord, 0° 22′ 25″ ouest | Obélisque du duc de Berry · Obélisque du duc de Berry |
| Statue de François de Malherbe           | Antoine Laurent Dantan   | Caen                   | Dans la cour du Palais des facultés                                                   | Représentait François de Malherbe. Une statue de remplacement, très différente, réalisée en pierre par Raymond Martin, sur les indications de Robert Wlérick, est installée sur le piédestal de la statue d'Élie de Beaumont sur la place Saint-Sauveur. Elle en est retirée en 1961. Elle est installée sur la place Pierre-Bouchard en 1973. | 1847         | à géolocaliser                     | Statue de François de Malherbe« Monument François de Malherbe à Caen », sur e-monumen · Statue de François de Malherbe« Monument François de Malherbe à Caen », sur e-monumen |
| Statue de Laplace,                       | Jean-Auguste Barre       | Caen                   | Dans la cour du Palais des facultés                                                   | Représentait Pierre-Simon de Laplace. | 1847         | à géolocaliser                     | Statue de Laplace« Monument au marquis de Laplace à Caen », sur À nos grands hommes,« Monument au marquis de Laplace à Caen », sur e-monumen |
| Statue de Léonce Élie de Beaumont,       | Louis Rochet             | Caen                   | Sur la place Saint-Sauveur                                                            | Représentait Léonce Élie de Beaumont. Une statue de François de Malherbe est installée sur le piédestal de la statue d'Élie de Beaumont sur la place Saint-Sauveur. L'ensemble est retiré en 1961 (la statue est installée place Pierre Bouchard) et à sa place est installée la statue de Louis XIV.                                          | 1876         | 49° 10′ 58″ nord, 0° 22′ 08″ ouest | Statue de Léonce Élie de Beaumont« Statue d'Élie de Beaumont à Caen », sur À nos grands hommes,« Monument Élie de Beaumont à Caen », sur e-monumen |
| Buste de Charles Lemaître,               | Charles Lemarquier       | Caen                   | Dans le jardin des plantes                                                            | Représentait Charles Lemaître. Le socle reste vide. Un buste de remplacement, très différent, réalisé par Pierre Godard est installé en 1981 à un autre emplacement. | 1932         | à géolocaliser                     | Buste de Charles Lemaître« Buste de Charles Lemaître à Caen », sur À nos grands hommes,« Stèle de Charles Lemaitre à Caen », sur e-monumen |
| Statue de Jules Dumont d'Urville,        | Dominique Molknecht      | Condé-sur-Noireau      | Intersection de la rue du 6 juin et de la rue Dumont d'Urville                        | Représentait Jules Dumont d'Urville. Les 4 bas-reliefs sur le piedestal sont retirés et cachés par des résistants[Qui ?]. Ils sont refixés après la Libération[Quand ?]. Une statue de remplacement en pierre, légèrement différente, réalisée par Robert Delandre est installée en 1948.                                                      | 1845         | 48° 51′ 06″ nord, 0° 32′ 59″ ouest | Statue de Dumont d'Urville · Statue de Dumont d'Urville |
| Buste de Charles Tellier,                | À déterminer             | Condé-sur-Noireau      | Sur la place de l'hôtel de ville                                                      | Représentait Charles Tellier. Un monument de remplacement en pierre, réalisé par Robert Delandre est installé à l'intersection de l'avenue de Verdun et rue du Vieux-Château, en 1944. | 1921         | à géolocaliser                     | Buste de Charles Tellier« Monument Charles Tellier à Condé-sur-Noireau », sur e-monumen,(en) « Monument Charles Tellier à Condé-sur-Noireau », sur René et Peter van der Krogt · Buste de Charles Tellier« Monument Charles Tellier à Condé-sur-Noireau », sur e-monumen,(en) « Monument Charles Tellier à Condé-sur-Noireau », sur René et Peter van der Krogt |
| Statue de Charles de Morny,              | Henri-Frédéric Iselin    | Deauville              | Sur la place de Morny                                                                 | Représentait Charles de Morny. Une statue de remplacement en pierre, très différente, réalisée par Edmond Moirignot est installée au bord de la place de Morny, entre la rue Gambetta et la rue Breney en 1955. | 1867         | à géolocaliser                     | Statue de Charles de Morny« Monument au duc de Morny à Deauville », sur plateforme ouverte du patrimoine,« Statue du duc de Morny à Deauville », sur À nos grands hommes,« Monument au duc de Morny à Deauville », sur e-monumen,(en) « Monument à Charles-Auguste de Morny à Deauville », sur René et Peter van der Krogt · Statue de Charles de Morny« Monument au duc de Morny à Deauville », sur plateforme ouverte du patrimoine,« Statue du duc de Morny à Deauville », sur À nos grands hommes,« Monument au duc de Morny à Deauville », sur e-monumen,(en) « Monument à Charles-Auguste de Morny à Deauville », sur René et Peter van der Krogt |
| Buste de Désiré Le Hoc,                  | Francis La Monaca        | Deauville              | Intersection de la rue Désiré Le Hoc et de la rue Victor Hugo                         | Un buste de remplacement est installé[Quand ?], il fait environ la moitié de la taille de l'original. | 1921         | 49° 21′ 35″ nord, 0° 04′ 31″ est   | Buste de Désiré Le Hoc · Buste de Désiré Le Hoc |
| Buste d'Eugène Cornuché,                 | Francis La Monaca        | Deauville              | Boulevard Eugène Cornuché, en face de l'hôtel Normandy                                | Représentait Eugène Cornuché. Un buste de remplacement est installé[Quand ?], puis déplacé ensuite[Quand ?] à l'intersection de la rue Mirabeau prolongée et du boulevard Eugène-Cornuché. | À déterminer | à géolocaliser                     | Buste d'Eugène Cornuché« Buste d'Eugène Cornuché à Deauville », sur À nos grands hommes,« Monument Eugène Cornuché à Deauville », sur e-monumen,(en) « Buste d'Eugène Cornuché à Deauville », sur René et Peter van der Krogt |
| Buste de Louis Liard                     | À déterminer             | Falaise                | Dans le square Louis Liard                                                            | Représentait Louis Liard. Un buste de remplacement est installé[Quand ?] dans la grande cour du lycée polyvalent Guillaume-le-Conquérant. | 1932         | à géolocaliser                     | Image manquante |
| Médaillon du monument à Albert Sorel,    | Jules Chaplain           | Honfleur               | Sur la place entre le quai Saint-Étienne, le cours des fossés et la rue Montpensier   | Représentait Albert Sorel. Un médaillon de remplacement identique est installé[Quand ?]. | 1922         | 49° 25′ 10″ nord, 0° 14′ 00″ est   | Monument à Albert Sorel · Monument à Albert Sorel |
| Buste d'Émile Demagny,                   | Léopold Bernstamm        | Isigny-sur-Mer         | Sur la place Gambetta, renommée place du Général-de-Gaulle par la suite               | Représentait Émile Demagny. | 1922         | à géolocaliser                     | Buste d'Émile Demagny« Buste d'Émile Demagny à Isigny-sur-Mer », sur À nos grands hommes,« Monument à Émile Demagny à Isigny-sur-mer », sur e-monumen |
| Buste de Charles Boutrois                | Alexandre Descatoire     | Isigny-sur-Mer         | À déterminer                                                                          | | 1929         | à géolocaliser                     | Image manquante |
| Statue de Robert de Flers,               | Philippe Besnard         | Pont-l'Évêque          | Sur la place Robert de Flers                                                          | Représentait Robert de Flers. Le piédestal resté vide est retiré[Quand ?] et installé[Quand ?] dans le jardin Jean-Bureau. | 1929         | à géolocaliser                     | Statue de Robert de Flers« Statue de Robert de Flers à Pont-l'Évêque », sur À nos grands hommes,« Monument à Robert de Flers à Pont-l'Évêque », sur e-monumen |
| Buste de Louis-Nicolas Vauquelin,        | À déterminer             | Saint-André-d'Hébertot | Intersection de la RD 675 et de la RD 534                                             | Représentait Louis-Nicolas Vauquelin. La colonne en pierre est érigée en 1850. Un buste de remplacement est installé en 1963 sur la colonne. | 1901         | 49° 18′ 16″ nord, 0° 15′ 22″ est   | Colonne Vauquelin |
| Buste de Paul Héroult                    | Félix Charpentier        | Thury-Harcourt         | Dans le parc entre la rue Paul-Héroult, la rue de Falaise et la rue du Champ-de-Foire | Représentait Paul Héroult. Un buste de remplacement en pierre est installé[Quand ?] sur le piédestal. | À déterminer | 48° 59′ 03″ nord, 0° 28′ 33″ ouest | Buste de Paul Héroult |
| Statue de François Richard-Lenoir,       | Louis Rochet             | Villers-Bocage         | Rue des Halles                                                                        | Représentait François Richard-Lenoir. | 1865         | à géolocaliser                     | Statue de François Richard-Lenoir« Monument à Richard-Lenoir à Villers-Bocage », sur À nos grands hommes,« Monument à Richard-Lenoir à Villers-Bocage », sur e-monumen |

## Eure
| Œuvre                                       | Auteur                   | Commune                  | Localisation                                                                                           | Notes | Installation      | Coordonnées                      | Illustration |
| ------------------------------------------- | ------------------------ | ------------------------ | --- | --- | ----------------- | -------------------------------- | --- |
| Statue de Jacques Daviel,                   | Alphonse Guilloux        | Bernay                   | Sur la place Gustave-Héon                                                                              | Représentait Jacques Daviel. Une statue de remplacement en pierre, très différente, réalisée par Pierre Bouret est installée en 1951.                                                     | 1891              | 49° 05′ 23″ nord, 0° 35′ 50″ est | Statue de Jacques Daviel · Statue de Jacques Daviel                                                                                    |
| Buste de Jacques Laffitte                   | Jean-Jacques Flatters    | Breteuil                 | Sur la place Laffitte, devant la mairie                                                                | Représentait Jacques Laffitte. Un buste de remplacement est installé[Quand ?]. | 1845              | 48° 50′ 10″ nord, 0° 54′ 48″ est | Buste de Jacques Laffitte |
| Buste de Théodule Ribot,                    | Louis-Émile Décorchemont | Breteuil                 | Intersection de l'avenue Fernand-Prévost et de la rue des Lavandières                                  | Représentait Théodule Ribot. Un buste de remplacement est installé en 2000. | 25 juin 1893      | 48° 50′ 14″ nord, 0° 54′ 44″ est | Buste de Théodule Ribot |
| Buste du docteur Lampérière,                | Louis-Émile Décorchemont | Conches-en-Ouche         | Dans le jardin public                                                                                  | | 30 septembre 1894 | 48° 57′ 41″ nord, 0° 56′ 35″ est | Buste du docteur Lampérière |
| Buste d'Augustin Pouyer-Quertier,           | Alphonse Guilloux        | Fleury-sur-Andelle       | Sur la place de la Mairie                                                                              | Représentait Augustin Pouyer-Quertier. Un buste de remplacement en pierre réalisé par Daniel Goupil est installé[Quand ?]. Il est retiré en 1999 et installé dans le jardin de l'Andelle. | 1909              | à géolocaliser                   | Image manquante |
| Statue de Jacques Charles Dupont de l'Eure, | Louis-Émile Décorchemont | Le Neubourg              | Sur la place Dupont de l'Eure                                                                          | Représentait Jacques Charles Dupont de l'Eure. Une statue de remplacement en pierre, très différente, réalisée par Roger Courroy, est installée en 1948.                                  | 1881              | 49° 08′ 55″ nord, 0° 54′ 06″ est | Statue de Dupont de l'Eure · Statue de Dupont de l'Eure                                                                                |
| Statue de Léon Gambetta,                    | Raoul Verlet             | Le Neubourg              | Sur la place Dupont-de-l'Eure                                                                          | Représentait Léon Gambetta. | 1921              | à géolocaliser                   | Statue de Léon Gambetta« Monument à Gambetta au Neubourg », sur À nos grands hommes,« Monument à Gambetta au Neubourg », sur e-monumen |
| Statue de Nicolas Poussin                   | Jean-Louis Brian         | Les Andelys              | Sur la place de l'Hôtel-de-Ville                                                                       | Représentait Nicolas Poussin. | 1851              | 49° 14′ 50″ nord, 1° 25′ 04″ est | Image manquante |
| Buste de Charles Chaplin,                   | Frédéric-Étienne Leroux  | Les Andelys              | En bordure du jardin public                                                                            | Représentait Charles Chaplin. | 24 septembre 1893 | 49° 14′ 40″ nord, 1° 24′ 28″ est | Image manquante |
| Buste d'Adolphe Sellenick                   | Paul Ducuing             | Les Andelys              | Dans le jardin public                                                                                  | Représentait Adolphe Sellenick. | 1907              | 49° 14′ 39″ nord, 1° 24′ 28″ est | Image manquante |
| Buste d'Ernest Thorel,                      | Raoul Verlet             | Louviers                 | Dans une niche à l'angle de la mairie et de l'ancienne bibliothèque, au bord de la place Ernest-Thorel | La niche est restée vide. | 1908              | 49° 12′ 53″ nord, 1° 10′ 08″ est | Buste d'Ernest Thorel · Buste d'Ernest Thorel                                                                                          |
| Statue d'Edgar Raoul-Duval,                 | Louis-Émile Décorchemont | Notre-Dame-du-Vaudreuil  | Sur la place Edgar-Raoul-Duval                                                                         | Représentait Edgar Raoul-Duval. Le piédestal est resté vide. | 1890              | 49° 15′ 35″ nord, 1° 12′ 37″ est | Image manquante |
| Statue d'Édouard Isambard,                  | Albert Miserey           | Pacy-sur-Eure            | Sur la place René-Tomasini, devant la mairie                                                           | Représentait Édouard Isambard. | 1909              | 49° 00′ 50″ nord, 1° 22′ 53″ est | Image manquante |
| Buste d'Eustache-Hyacinthe Langlois         | Auguste-Vincent Iguel    | Pont-de-l'Arche          | Sur la place Hyacinthe-Langlois                                                                        | Représentait Eustache-Hyacinthe Langlois. | 1867              | 49° 18′ 17″ nord, 1° 09′ 22″ est | Image manquante |
| Buste du docteur Louis Auzoux               | Louis-Émile Décorchemont | Saint-Aubin-d'Écrosville | Sur la place de l'Église                                                                               | Représentait Louis Auzoux. | 1890              | 49° 08′ 34″ nord, 0° 59′ 39″ est | Buste du docteur Louis Auzoux |
| Buste d'Adolphe Barette,                    | Albert Miserey           | Vernon                   | Dans le square de l'Hôtel de Ville                                                                     | | 1900              | 49° 05′ 35″ nord, 1° 29′ 08″ est | Image manquante |

## Manche
| Œuvre                                                              | Auteur                     | Commune                  | Localisation | Notes | Installation | Coordonnées                        | Illustration |
| ------------------------------------------------------------------ | -------------------------- | ------------------------ | --- | --- | ------------ | ---------------------------------- | --- |
| Statue d'Emmanuel Liais,                                           | Marcel Jacques             | Cherbourg-en-Cotentin    | Dans le parc Emmanuel-Liais | Représentait Emmanuel Liais. Un buste de remplacement réalisé par Antoinette Sloïmovici est installé en 1955. | 1903         | 49° 38′ 34″ nord, 1° 37′ 47″ ouest | Statue d'Emmanuel Liais · Statue d'Emmanuel Liais |
| Les deux bas-reliefs sur le piédestal de la statue de Bricqueville | Pierre-Jean David d'Angers | Cherbourg-en-Cotentin    | Sur la place de Bricqueville | | À déterminer | 49° 38′ 25″ nord, 1° 37′ 18″ ouest | Statue de Bricqueville |
| Statue de Tourville,                                               | Ernest Hulin               | Coutances                | Sur le parvis de la cathédrale | Représentait Anne Hilarion de Costentin de Tourville. Une statue de remplacement en pierre, très différente, réalisée par Hubert Yencesse est installée dans le jardin des plantes en 1952. | 1907         | 49° 02′ 52″ nord, 1° 26′ 44″ ouest | Statue de Tourville · Statue de Tourville |
| Statue de Georges-René Pléville Le Pelley                          | Jean Magrou                | Granville                | Sur la place Pléville-Lepelley | Représentait Georges-René Pléville Le Pelley. Une statue de remplacement, très différente, réalisée par Serge Santucci est installée dans le square de l'arsenal en 2000. | 1907         | à géolocaliser                     | Statue de Georges-René Pléville Le Pelley · Statue de Georges-René Pléville Le Pelley |
| Statue de Jean-François Millet                                     | Marcel Jacques             | Gréville-Hague           | Rond-point de la RD 45 (route de la pointe et route des falaises), de la route du lieu Picot (RD 402) et de la RD 237                 | Représente Jean-François Millet. Elle est stockée dans un entrepôt à Cherbourg avant d'être expédiée. Victor Troude, artisan mécanicien, s'introduit dans l'entrepôt, scie le buste et le confie à Pierre Rouffet qui le cache chez lui dans sa ferme du Fief dans le hameau de Gruchy. Celui-ci est placé en 1945 sur un piédestal au bord du chemin du castel (RD 237), au coin du parking. Une statue de remplacement identique réalisée par Louis Derbré est installée en 1998. | 1889         | 49° 40′ 29″ nord, 1° 48′ 04″ ouest | Statue de Jean-François Millet · Statue de Jean-François Millet |
| La laitière normande,                                              | Arthur Le Duc              | Saint-Lô                 | Dans le square des Beaux-Regards | Érigée sur la place des Beaux-Regards en 1887. Une statue de remplacement réalisée par Louis Derbré est installée en 1986 sur la place de l'Hôtel-de-Ville, renommée place du Général-de-Gaulle par la suite. | 1921         | à géolocaliser                     | La laitière normande« Laitière normande à Saint-Lô », sur Wikimanche,(en) « La laitière normande à Saint-Lô », sur René et Peter van der Krogt · La laitière normande« Laitière normande à Saint-Lô », sur Wikimanche,(en) « La laitière normande à Saint-Lô », sur René et Peter van der Krogt |
| Buste du monument à Léonor-Joseph Havin,                           | Arthur Le Duc              | Saint-Lô                 | À déterminer | Représentait Léonor-Joseph Havin. Également appelé La presse guide l'enfance à la source de la vérité. Ce qu'il reste est presque totalement détruit par les bombardements de 1944. | 1888         | à géolocaliser                     | Buste du monument à Léonor-Joseph Havin« Monument à Léonor Havin, ou La presse guide l'enfance à la source de la vérité à Saint-Lô », sur À nos grands hommes,« Monument à Léonor Havin, ou La presse guide l'enfance à la vérité à Saint-Lô », sur e-monumen                                   |
| Buste de Charles-Irénée Castel de Saint-Pierre,                    | Marcel Jacques             | Saint-Pierre-Église      | Sur la place de l'Abbé-de-Saint-Pierre                                                                                                | Représentait Charles-Irénée Castel de Saint-Pierre. Une statue de remplacement réalisée par Séraphin Gilly est installée en 1954. | 1933         | 49° 40′ 06″ nord, 1° 24′ 18″ ouest | Buste de Charles-Irénée Castel de Saint-Pierre |
| Buste de Jules Barbey d'Aurevilly                                  | Auguste Rodin              | Saint-Sauveur-le-Vicomte | Sur la place de l'Hôtel-de-Ville | Représentait Jules Barbey d'Aurevilly. Un buste de remplacement en pierre réalisé par René Collamarini est installé en 1949. | 1909         | à géolocaliser                     | Image manquante |
| Buste d'Eugène Le Mouël                                            | Robert Delandre            | Villedieu-les-Poêles     | Carrefour de la Demi-Lune : intersection de la rue du Général-de-Gaulle (RD 924) et de la RD 975 (route de Vire et route d'Avranches) | Représentait Eugène Le Mouël. | 1939         | à géolocaliser                     | Image manquante |

## Orne
| Œuvre                             | Auteur                           | Commune               | Localisation                                                              | Notes | Installation | Coordonnées                        | Illustration |
| --------------------------------- | -------------------------------- | --------------------- | ------------------------------------------------------------------------- | --- | ------------ | ---------------------------------- | --- |
| Buste de Léon de La Sicotière,    | Denys Puech                      | Alençon               | Dans le square de la Sicotière, près de la mairie                         | Représentait Léon de La Sicotière. Un buste de remplacement identique est installé en 1982. | 1900         | 48° 25′ 50″ nord, 0° 04′ 56″ est   | Buste de Léon de La Sicotière |
| Buste de Gustave Le Vavasseur,    | Frédéric-Étienne Leroux          | Argentan              | Rue du collège                                                            | Représentait Gustave Le Vavasseur. | 1898         | à géolocaliser                     | Image manquante |
| Buste du docteur Théophile Anger, | À déterminer                     | Carrouges             | Sur la place de la Halle, renommée place du Général-Leveneur par la suite | Le piédestal resté vide est retiré en 1952. | 1914         | à géolocaliser                     | Buste du docteur Théophile Anger« Buste du docteur Théophile Anger à Carrouges », sur À nos grands hommes,« Buste du docteur Théophile Anger à Carrouges », sur e-monumen |
| Le Juif errant,                   | Victor-Edmond Leharivel-Durocher | Flers                 | Dans le jardin public du Champ de foire                                   | Représentait le Juif errant. | 1879         | à géolocaliser                     | Le Juif errant« Le Juif errant à Flers », sur À nos grands hommes,« Le Juif errant à Flers », sur e-monumen                                                               |
| Buste de Jules Gévelot,           | Antonin Carlès                   | Flers                 | Dans la cour de l'hôtel de ville                                          | Représentait Jules Gévelot. La Reconnaissance, devant le piédestal, est également déboulonnée. Le bordereau d'expédition ne réclame que le buste. Monsieur Lajoye n'expédie donc pas la Reconnaissance avec. Il la cache et la rend à ville à la fin de la guerre. Un buste de remplacement identique réalisé par Gérard Anjou est installé en 1966. | 1906         | 48° 45′ 01″ nord, 0° 34′ 32″ ouest | Monument à Jules Gévelot |
| Buste de Paul Saïn,               | Félix Charpentier                | Saint-Céneri-le-Gérei | À déterminer                                                              | Représentait Paul Saïn. Un buste de remplacement, très différent, réalisé par Christian Malézieux est installé en 2007. | 1908         | à géolocaliser                     | Buste de Paul Saïn« Monument à Paul Saïn à Saint-Céneri-le-Gérei », sur À nos grands hommes,« Buste de Paul Saïn à Saint-Céneri-le-Gérei », sur e-monumen                 |
| Statue de Nicolas-Jacques Conté,  | Jules-Antoine Droz               | Sées                  | Sur la place du Parquet                                                   | Représente Nicolas-Jacques Conté. Seul le buste est sauvé. Celui-ci est placé[Quand ?] sur un piédestal sur la place du Général-de-Gaulle. | 1852         | 48° 36′ 20″ nord, 0° 10′ 19″ est   | Statue de Nicolas-Jacques Conté« Monument à Nicolas Jacques Conté à Sées », sur À nos grands hommes,« Monument à Nicolas Jacques Conté à Sées », sur e-monumen            |

## Seine-Maritime[N 1]
| Œuvre | Auteur                    | Commune              | Localisation                                                                                              | Notes | Installation | Coordonnées                      | Illustration |
| --- | ------------------------- | -------------------- | --- | --- | ------------ | -------------------------------- | --- |
| Buste du docteur Régulus Persac, | Ferdinand Berthelot       | Buchy                | Sur la place Persac                                                                                       | Un buste de remplacement identique est installé en 1953.                                                                                        | 1901         | 49° 35′ 05″ nord, 1° 21′ 32″ est | Buste du docteur Régulus Persac |
| Statue de Camille Saint-Saëns, | Laurent Marqueste         | Dieppe               | Devant la façade sud du théâtre, sur la place du Théâtre, renommée place Camille-Saint-Saëns par la suite | Représentait Camille Saint-Saëns. | 1907         | à géolocaliser                   | Image manquante |
| Buste de Victor Grandin, | Henry de Triqueti         | Elbeuf               | Dans le jardin de l'hôtel de ville                                                                        | Représentait Victor Grandin. Érigé en 1852 dans la cour de l'ancienne mairie, rue de la Barrière. Le piédestal est resté vide.                  | 1871         | 49° 17′ 33″ nord, 1° 00′ 26″ est | Image manquante |
| Buste de Lucien Dautresme, | Ernest-Eugène Chrétien    | Elbeuf               | Sur la place Lecallier, renommée place François-Mitterrand par la suite                                   | Représentait Lucien Dautresme. | 1897         | 49° 17′ 13″ nord, 1° 00′ 32″ est | Buste de Lucien Dautresme |
| Monument à Paul Bignon | Richard Dufour            | Eu                   | Adossé à la collégiale Notre-Dame-et-Saint-Laurent                                                        | Représentait Paul Bignon. | 1934         | à géolocaliser                   | Image manquante |
| Monument à Raoul Ancel | À déterminer              | Gonfreville-l'Orcher | Sur la place Jean-Jaurès                                                                                  | Représentait Raoul Ancel. Le socle resté vide est retiré en 1957.                                                                               | 1913         | à géolocaliser                   | Image manquante |
| Le médaillon d'Ulysse Guillemard et les statues de l'amiral, du fantassin et du fusilier marin du monument à l'amiral Ernest Mouchez, | Ernest Henri Dubois       | Le Havre             | Dans le jardin public                                                                                     | Représentait Ernest Mouchez. L'obélisque et le piédestal resté vide sont retirés en 1969.                                                       | 1896         | à géolocaliser                   | Image manquante |
| Buste de Gustave Quilbeuf | Alphonse Guilloux         | Le Houlme            | Route de Dieppe, en face de la maison natale de Gustave Quilbeuf                                          | Représentait Gustave Quilbeuf. Le socle resté vide est retiré[Quand ?] et placé dans le parc municipal.                                         | 1913         | à géolocaliser                   | Image manquante |
| Buste du docteur Joseph Cotoni | Robert Delandre           | Oissel               | Intersection de la rue de la République et de la rue du Maréchal-Foch                                     | Un buste de remplacement en pierre est installé[Quand ?].                                                                                       | À déterminer | 49° 20′ 28″ nord, 1° 05′ 44″ est | Image manquante |
| La dernière goutte du moissonneur, | Aimé-Napoléon Perrey      | Rouen                | Dans le jardin de l'Hôtel-de-Ville                                                                        | Le piédestal est resté vide. | 1875         | à géolocaliser                   | Image manquante |
| Statue de Sarpédon bandant son arc,                                                                                                   | Henri Peinte              | Rouen                | Dans le jardin des plantes                                                                                | Représentait Sarpédon. | 1879         | à géolocaliser                   | Image manquante |
| Buste de Louis Brune, | François-Alexandre Devaux | Rouen                | quai du Havre                                                                                             | Représentait Louis Brune. | 1887         | à géolocaliser                   | Image manquante |
| Buste de Jacques-Guillaume Thouret,                                                                                                   | Alphonse Guilloux         | Rouen                | Dans une niche sur la façade de l'ancien hôtel de ville, au 1 rue Thouret                                 | Représentait Jacques-Guillaume Thouret. Un buste de remplacement réalisé par Jean-Marc de Pas est installé en 1989.                             | 1889         | 49° 26′ 29″ nord, 1° 05′ 31″ est | Image manquante |
| Monument à Augustin Pouyer-Quertier,                                                                                                  | Alphonse Guilloux         | Rouen                | Place Cauchoise                                                                                           | Représentait Augustin Pouyer-Quertier. | 1894         | 49° 26′ 45″ nord, 1° 05′ 11″ est | Monument à Augustin Pouyer-Quertier |
| Buste de Guy de Maupassant, | Raoul Verlet              | Rouen                | Dans le jardin Solférino                                                                                  | Représentait Guy de Maupassant. Un buste de remplacement réalisé par Robert Busnel est installé en 1944.                                        | 1900         | 49° 26′ 43″ nord, 1° 05′ 34″ est | Image manquante |
| Statue de Gustave Flaubert, | Léopold Bernstamm         | Rouen                | Rue Thiers, près de l'église Saint-Laurent                                                                | Représentait Gustave Flaubert. Une statue de remplacement est installée en 1964. Elle est retirée en 1965 et installée sur la place des Carmes. | 1907         | à géolocaliser                   | Statue de Gustave Flaubert« Monument à Gustave Flaubert à Rouen », sur À nos grands hommes,« Monument à Gustave Flaubert à Rouen », sur e-monumen,(en) « Statue de Gustave Flaubert à Rouen », sur René et Peter van der Krogt, |
| Statue d'Armand Carrel, | Louis Albert-Lefeuvre     | Rouen                | Sur la place du 39e-Régiment-d'Infanterie                                                                 | Représentait Armand Carrel. Érigé en 1887 à l'intersection de la rue Verte et de la rue Jeanne-d'Arc.                                           | 1926         | à géolocaliser                   | Image manquante |
| Buste de Georges Dubosc | Alphonse Guilloux         | Rouen                | Boulevard de la Marne                                                                                     | Représentait Georges Dubosc. Un buste de remplacement réalisé par Ferdinand Berthelot est installé en 1948.                                     | 1928         | 49° 26′ 50″ nord, 1° 05′ 33″ est | Buste de Georges Dubosc |
| Buste de Jean Revel, | Robert Delandre           | Rouen                | Dans le square Verdrel                                                                                    | Représentait Jean Revel. Un buste de remplacement en pierre est installé en 1958.                                                               | 1928         | 49° 26′ 42″ nord, 1° 05′ 36″ est | Image manquante |
| Buste d'Émile Verhaeren, | César Schroevens          | Rouen                | Dans le jardin de l'Hôtel-de-Ville                                                                        | Représentait Émile Verhaeren. Un buste de remplacement est installé en 1948.                                                                    | 1928         | 49° 26′ 32″ nord, 1° 06′ 03″ est | Image manquante |